# Erik Fosnes Hansen

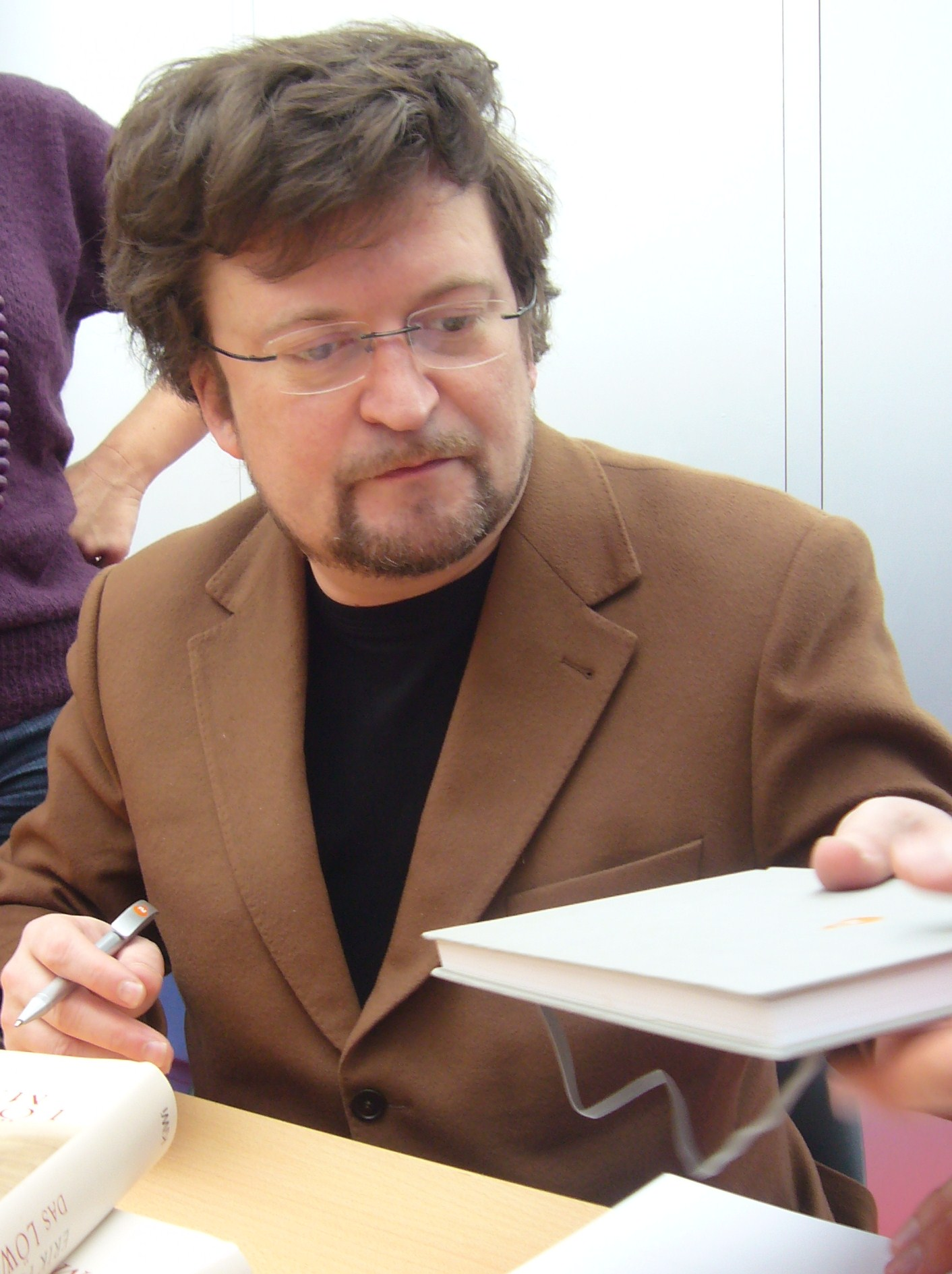
Erik Fosnes Hansen

Erik Fosnes Hansen (New York, 6 juni 1965) is een Noors schrijver. Hij debuteerde op twintigjarige leeftijd met de roman Falketårnet (in het Nederlands vertaald als De valkentoren). Zijn bekendste werk is zijn tweede roman, Salme ved reisens slutt  (Koraal aan het einde van de reis), dat in afzonderlijke, maar gaandeweg steeds meer verweven verhaallijnen de levens beschrijft van de muzikanten, wier leven eindigde op de Titanic. Dit boek werd in meer dan twintig talen vertaald. Voor dit werk ontving Hansen de Riksmalprisen, de belangrijkste Noorse literaire onderscheiding. In 2001 publiceerde hij een geschreven portret van de Noorse prinses Märtha Louise. 
Hansen publiceert ook poëzie en schreef het libretto voor een opera van de Noorse componist Gisle Kverndokk. Ook schreef hij een kookboek.

## Werken
- 1985 De Valkentoren (Falketårnet) (Roman)
- 1990 Koraal aan het einde van de Reis (Salme ved reisens slutt) (Roman)
- 1998 De dagelijkse redding van de Wereld (Beretninger om beskyttelse) (Roman)
- 2001 Underveis - Et portrett av Prinsesse Märtha Louise
- 2005 Kokebok for Otto (Kookboek)
- 2006 Løvekvinnen (Roman)

- Bibsys: 90094516
- Bibliothèque nationale de France: cb12238062w (data)
- CiNii: DA11421383
- Gemeinsame Normdatei: 121277658
- International Standard Name Identifier: 0000 0001 2141 8981
- Library of Congress Control Number: n85071421
- Nationale Bibliotheek van Letland: 000022466
- Bibliotheek van het Japanse parlement: 00681945
- Nationale Bibliotheek van Tsjechië: ola2003191547
- LIBRIS: 59191
- SNAC: w6nd4r2c
- Système universitaire de documentation: 03109841X
- Virtual International Authority File: 185994004
- WorldCat: E39PBJqk93Jp4PV7BxdydgCG73